# Finlande aux Jeux olympiques d'été de 2012
La Finlande participe aux Jeux olympiques d'été de 2012 à Londres au Royaume-Uni du 27 juillet au 12 août 2012. Il s'agit de sa 24e participation à des Jeux olympiques d'été.

## Médaillés
| Sport                   | Discipline               | Athlète(s)                                 | Performance | Date    |
| ----------------------- | ------------------------ | ------------------------------------------ | ----------- | ------- |
| Médailles d'argent : 2  |                          |                                            |             |         |
| Voile                   | RS:X femmes              | Tuuli Petäjä                               |             | 7 août  |
| Athlétisme              | Lancer du javelot hommes | Antti Ruuskanen                            | 84,12 m     | 11 août |
| Médailles de bronze : 1 |                          |                                            |             |         |
| Voile                   | Elliott 6 m femmes       | Mikaela Wulff Silja Kanerva Silja Lehtinen |             | 11 août |

## Badminton
| Athlète      | Compétition      | Phase de groupe  | Phase de groupe  | Phase de groupe  | Phase de groupe | 8e de finale     | Quarts de finale | Demi-finales     | Finale           | Finale |
| Athlète      | Compétition      | Adversaire Score | Adversaire Score | Adversaire Score | Rang            | Adversaire Score | Adversaire Score | Adversaire Score | Adversaire Score | Rang   |
| ------------ | ---------------- | ---------------- | ---------------- | ---------------- | --------------- | ---------------- | ---------------- | ---------------- | ---------------- | ------ |
| Ville Lång   | Simple messieurs |                  |                  |                  |                 |                  |                  |                  |                  |        |
| Anu Nieminen | Simple dames     |                  |                  |                  |                 |                  |                  |                  |                  |        |

## Cyclisme

### Cyclisme sur route
En cyclisme sur route, la Finlande a qualifié un homme et une femme.
Hommes
| Athlète         | Compétition     | Temps         | Rang |
| --------------- | --------------- | ------------- | ---- |
| Jussi Veikkanen | Course en ligne | 5 min 46 s 37 | 65e  |

Femmes
| Athlète       | Compétition      | Temps          | Rang |
| ------------- | ---------------- | -------------- | ---- |
| Pia Sundstedt | Course en ligne  | 3 min 35 s 56  | 20e  |
| Pia Sundstedt | Contre-la-montre | 40 min 01 s 69 | 11e  |

## Équitation

### Dressage
| Athlète       | Cheval      | Compétition | 1er tour | 1er tour | 2e tour | 2e tour | 2e tour     | 2e tour | Finale | Finale | Finale      | Finale |
| Athlète       | Cheval      | Compétition | Score    | Rang     | Score   | Rang    | Score total | Rang    | Score  | Rang   | Score total | Rang   |
| ------------- | ----------- | ----------- | -------- | -------- | ------- | ------- | ----------- | ------- | ------ | ------ | ----------- | ------ |
| Emma Kanerva  | Sini Spirit | Individuel  |          |          |         |         |             |         |        |        |             |        |
| Mikaela Lindh | Mas Guapo   | Individuel  |          |          |         |         |             |         |        |        |             |        |

## Gymnastique

### Artistique
Femmes
| Athlète        | Compétition | Appareils | Appareils | Appareils | Appareils | Qualification | Qualification | Appareils | Appareils | Appareils | Appareils | Finale | Finale |
| Athlète        | Compétition | S         | SC        | BA        | P         | Total         | Rang          | S         | SC        | BA        | P         | Total  | Rang   |
| -------------- | ----------- | --------- | --------- | --------- | --------- | ------------- | ------------- | --------- | --------- | --------- | --------- | ------ | ------ |
| Annika Urvikko | Individuel  |           |           |           |           |               |               |           |           |           |           |        |        |

## Judo
| Athlète          | Compétition           | 1/32 de finale      | 1/16 de finale      | 1/8 de finale       | Quarts de finale    | Demi-finales        | Repêchage 1         | Repêchage 2         | Finale              | Finale |
| Athlète          | Compétition           | Adversaire Résultat | Adversaire Résultat | Adversaire Résultat | Adversaire Résultat | Adversaire Résultat | Adversaire Résultat | Adversaire Résultat | Adversaire Résultat | Rang   |
| ---------------- | --------------------- | ------------------- | ------------------- | ------------------- | ------------------- | ------------------- | ------------------- | ------------------- | ------------------- | ------ |
| Valtteri Jokinen | Moins de 60 kg hommes |                     |                     |                     |                     |                     |                     |                     |                     |        |
| Jaana Sundberg   | Moins de 52 kg femmes | NC                  |                     |                     |                     |                     |                     |                     |                     |        |
| Johanna Ylinen   | Moins de 63 kg femmes | NC                  |                     |                     |                     |                     |                     |                     |                     |        |

## Tir
Hommes
| Athlète      | Compétition                  | Qualification | Qualification | Finale | Finale |
| Athlète      | Compétition                  | Points        | Rang          | Points | Rang   |
| ------------ | ---------------------------- | ------------- | ------------- | ------ | ------ |
| Kai Jahnsson | Pistolet à 10 m air comprimé | 583           | 7e            | 679,1  | 8e     |

Femmes
| Athlète             | Compétition                  | Qualification | Qualification | Finale | Finale |
| Athlète             | Compétition                  | Points        | Rang          | Points | Rang   |
| ------------------- | ---------------------------- | ------------- | ------------- | ------ | ------ |
| Satu Mäkelä-Nummela | Trap                         |               |               |        |        |
| Mira Suhonen        | Pistolet à 10 m air comprimé | 377           | 32e           | NC     | NC     |
| Marjo Yli-Kiikka    | Carabine 50 m 3 positions    |               |               |        |        |